# David Canabarro
David José Martins, conocido como David Canabarro o Davi Canabarro (Pinheiros, 22 de agosto de 1796-Santana do Livramento, 1867), fue un militar brasileño.

## Biografía
Fue hijo de José Martins Coelho y Mariana Inácia de Jesus, nacido en Pinheiros, cerca de Taquari. 
En la Guerra de los Farrapos inicialmente se mantuvo indiferente, habiéndose unido en forma tardía. Junto a Giuseppe Garibaldi proclamó el 24 de julio de 1839 la República Juliana desde la localidad de Laguna en la provincia de Santa Catarina. La República Juliana tuvo una vida efímera. Sin poder conquistar la Isla Santa Catarina —entonces llamada Nuestra Señora del Destierro—, sede provincial del gobierno imperial, en noviembre del mismo año —cuatro meses después de su fundación— las fuerzas imperiales reconquistaron la ciudad sede del gobierno republicano. 
En junio de 1843, asumió el comando de la Revolución Farroupilha, cuando el jefe anterior, Bento Gonçalves da Silva, se apartó para evitar la división entre los republicanos. Como jefe de los insurrectos aceptó la amnistía ofrecida por el Gobierno el 18 de diciembre de 1844 a través del Duque de Caxias, llamado El pacificador. Terminadas las negociaciones, el 25 de febrero de 1845 quedó establecido que los republicanos nombrarían al próximo presidente de la provincia de Río Grande del Sur, que el gobierno imperial se haría cargo de la deuda del gobierno republicano, que los oficiales del ejército rebelde que desearan pasarían al ejército imperial y que los prisioneros farroupilhas serían amnistiados.
En 1865 se encargó de la reunión de las tropas de voluntarios de caballería de Santa Catarina y Río Grande del Sur, para enfrentar la invasión paraguaya al Brasil. Esta acción fue la primera de la Guerra de la Triple Alianza fuera de Mato Grosso, territorio que había sido invadido en gran parte por los paraguayos. Ante el avance de Canabarro y sus tropas, el jefe de la columna paraguaya, Antonio de la Cruz Estigarribia, cuyo objetivo estaba en el Uruguay, del cual lo separaba unos 50 km, se encerró en la ciudad de Uruguayana. Canabarro inició el Sitio de Uruguayana, pero debió esperar al grueso de los ejércitos imperiales, argentinos y uruguayos. Juntos pusieron fin al sitio.